# 赫魯迪姆縣

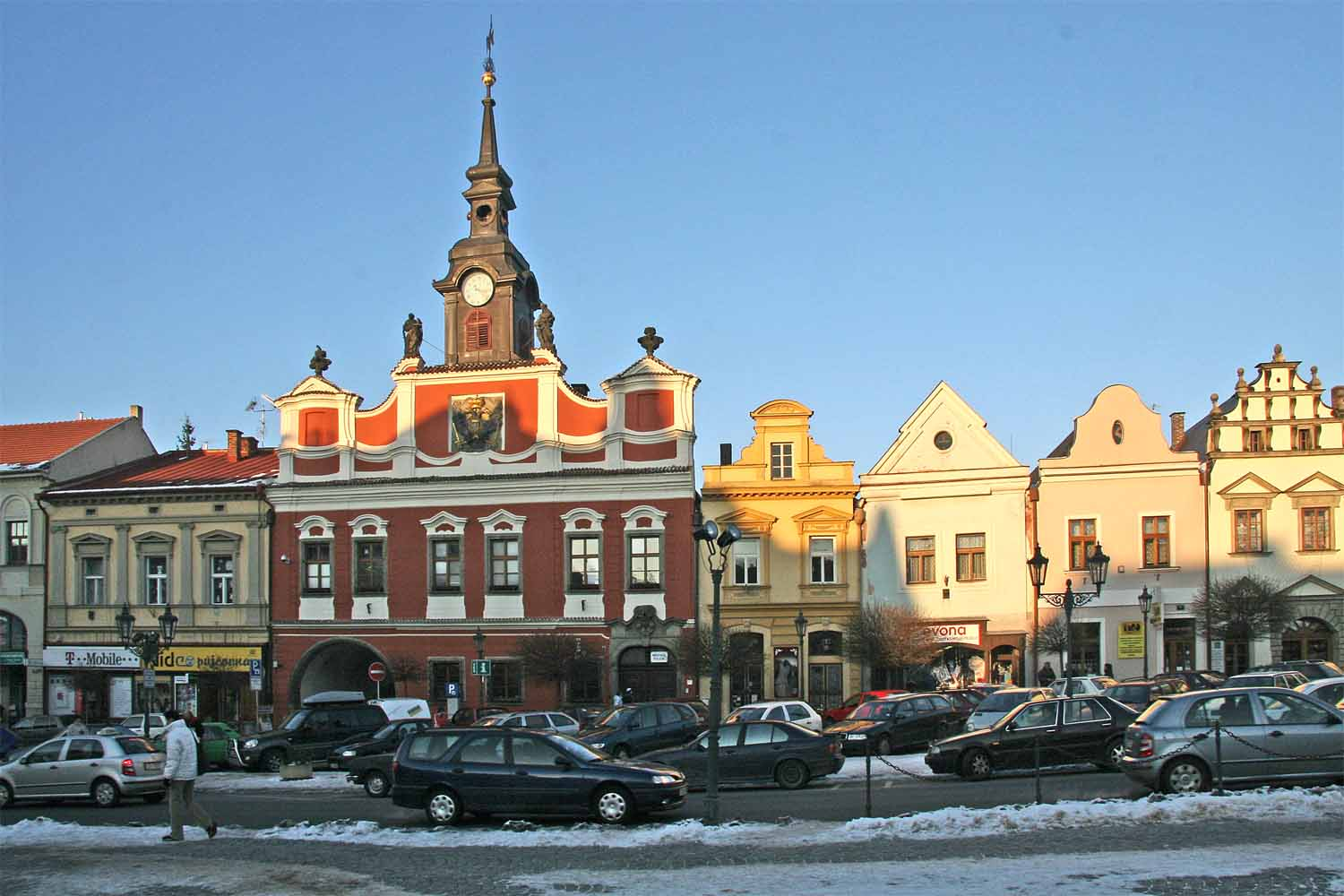

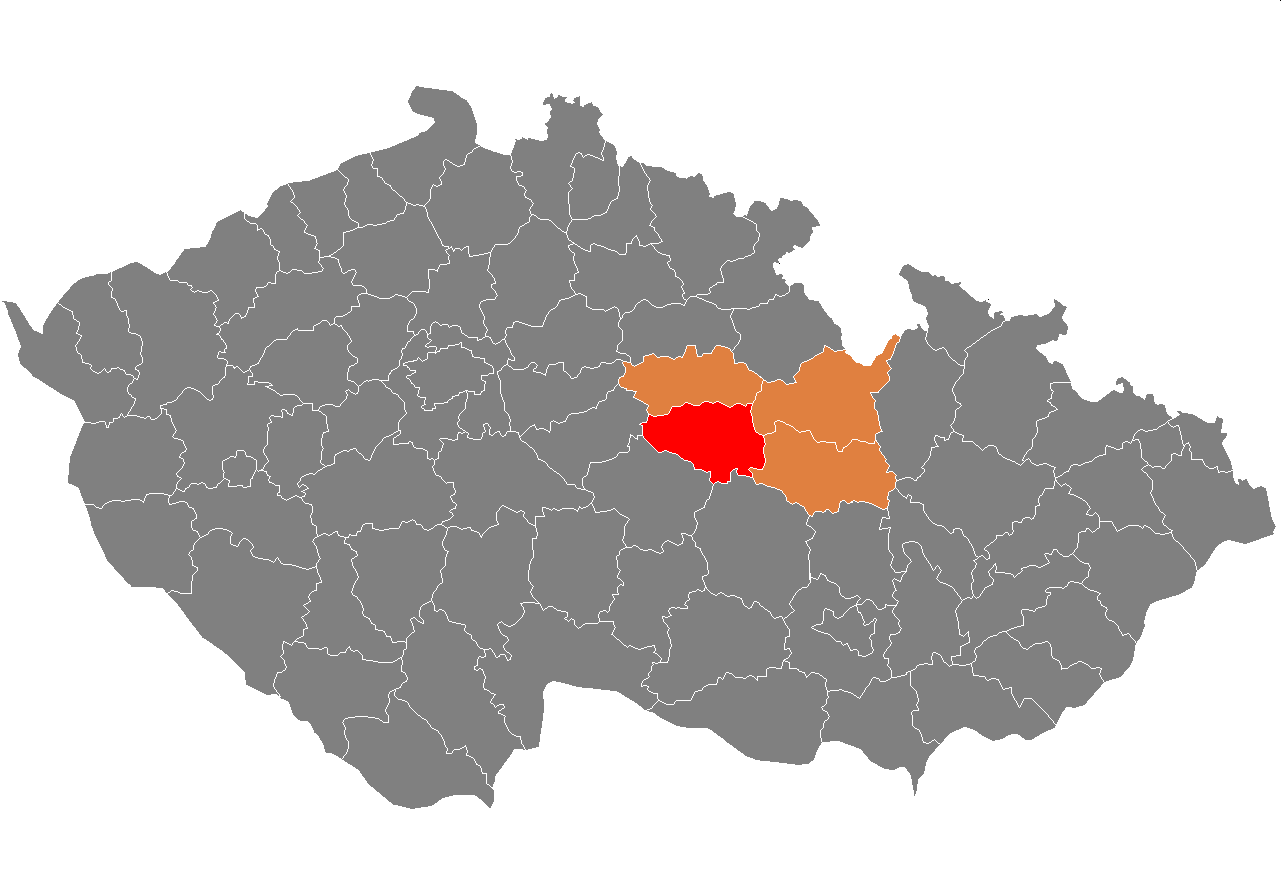

49°57′N 15°48′E / 49.950°N 15.800°E
赫魯迪姆縣（捷克語：Okres Chrudim），是捷克的縣份，位於該國北部，由帕爾杜比采州負責管轄，首府設於赫魯迪姆，面積1,033平方公里，2007年人口993，人口密度每平方公里104人。